# PortAventura Park
PortAventura Park is een attractiepark in het Spaanse Salou en Vila-seca en is onderdeel van het PortAventura World. Het park behoort tot de top tien van best bezochte attractieparken van Europa. PortAventura Park heeft enkele prijzen in ontvangst mogen nemen waaronder Best Live Show in the world, voor de show FiestAventura die tijdens de zomermaanden wordt opgevoerd rond middernacht. Tijdens de show wordt er vuurwerk afgestoken, muziek gespeeld, een show op het water uitgevoerd en worden vuur-, licht- en watereffecten gebruikt.

## Geschiedenis
In 1995 opende PortAventura zijn poorten met een zonnetje als logo. Tussauds Group was eigenaar voor 40,01%, La Caixa voor 33,19%, Anheuser-Busch voor 19,9% en FECSA voor 6,7%. Het park bezit vanaf het begin Dragon Khan, El Diablo - Tren de la Mina en drie waterattracties: Tutuki Splash, Grand Canyon Rapids en Silver River Flume. In 1997 openden twee houten achtbanen in de Far West-zone: de race Stampida en de junior Tomahawk. In 1998 kwam er in het themagebied Polynesia een tweede juniorachtbaan Tami Tami. De 40,01% van Tussauds Group werden overgenomen door de Universal Studios (met 37 %) en door Acesa (met 3,5%). Werd het park werd onderdeel van de Amerikaanse groep Universal Studios. In 1999 heropende het park onder de naam Universal's Port Aventura en werd Woody Woodpecker de mascotte van het park en werd "FiestAventura" gelanceerd, tot op heden een heel populaire show met licht-, water- en geluidseffecten, vuurwerk en een waterparade. 
2000 - Het park krijgt als nieuwe naam Universal Studios Port Aventura. Door de vele winsten die het park elk jaar boekt - mede door het toerisme van Salou, Tarragona en Barcelona - heeft het park in 2000 de attractie Sea Odyssey geopend. De attractie is een simulator met enkele effecten en een 3D-film. Hierin neemt men deel aan een onderzoeksmissie naar een vermiste duikboot, bijgestaan door een dolfijn die de mensentaal kan spreken. De zevende etappe van de Ronde van Spanje kwam dit jaar aan in PortAventura.
2002 - In 2002 heropende het park onder de naam Port Aventura.
2001 - In 2001 opende het park een nieuwe attractie in het themagebied Mexico. De attractie kreeg de naam Templo del Fuego. In deze attractie lopen de bezoekers in groep door een tempel. Per zaal krijgt men een show te zien waarbij de geschiedenis van de tempel wordt verteld. Tijdens de show wordt er vuur gebruikt. De dertiende etappe van de Ronde van Spanje kwam aan in het park. Deze etappe vertrok uit Andorra.
2005 - Bij de aanvang van het nieuwe seizoen veranderde het resort zijn logo. Het park kreeg een nieuwe naam: PortAventura Park. Samen met de logowijziging introduceerde het park de nieuwe vrijevaltoren Hurakan Condor. Deze attractie was vernieuwend, doordat de attractie 96 meter hoog is en men erin zit of hangt. Bovenaan de attractie worden sommige gondels gekanteld om een foto te maken. Het park vierde in 2005 zijn tiende verjaardag.
2007 - Het park pakte uit met een primeur, de achtbaan Furius Baco. De trein wordt uit het station versneld van 0 km/h naar 135 km/h in drie seconden. Kort na de opening had de attractie nog enkele gebreken, waardoor hij meermaals per dag "buiten dienst" was.
2008 - De figuren uit Sesamstraat deden hun intrede in het park. Templo del Fuego bleef gedurende het hele seizoen gesloten.
2009 - Voor de bouw van het vierde hotel werd ook Stampida omgebouwd. Hiervoor werden de stations verplaatst, de heuvel anders georiënteerd en de rit werd veel ruwer. Het park besloot om Templo del Fuego enkel nog te openen tijdens het zomerseizoen en dit telkens tot een bepaald tijdstip.
2010 - Het park vierde zijn 15-jarig bestaan. Enkele shows werden vernieuwd en het park introduceerde ook nieuwe shows. Sea Odyssey kreeg twee tijdelijke films, een prehistorische film overdag en een Egyptische film 's avonds. Hiermee verloor de attractie het thema Polynesië, hoewel het er nog steeds toe behoort. Het park creëerde een eigen song en organiseerde Celbration On Ice in het convention center. Tami Tami, LocoLoco Tiki en Waikiki werden uit het aanbod geschrapt omdat het park deze in het Sesamstraat-thema opnam. 
2011 - PortAventura Park opende de gloednieuwe kinderthemazone SésamoAventura. Sea Odyssey kreeg twee nieuwe films die de voorganger vervangen: Turtle Vision 4D (Sammy's avonturen) en Aquaride. 
2012 - Het park kondigde een grote nieuwe investering aan; een nieuwe achtbaan - met als doel de hoogste van Europa te worden - zal gebouwd worden naast Dragon Khan. Shambhala zou de snelste hypercoaster worden en zal de hoogste Europese afdaling op zijn naam kunnen zetten. Vanaf 2012 kunnen kampeerwagens ook tijdens de nacht op de parkeerplaats staan. Het Campamento Mongol vervangen door een autorijschool voor kinderen.
2019 - De darkride Sesame Street: Street Mission werd geopend.

## Opzet

### Themagebieden

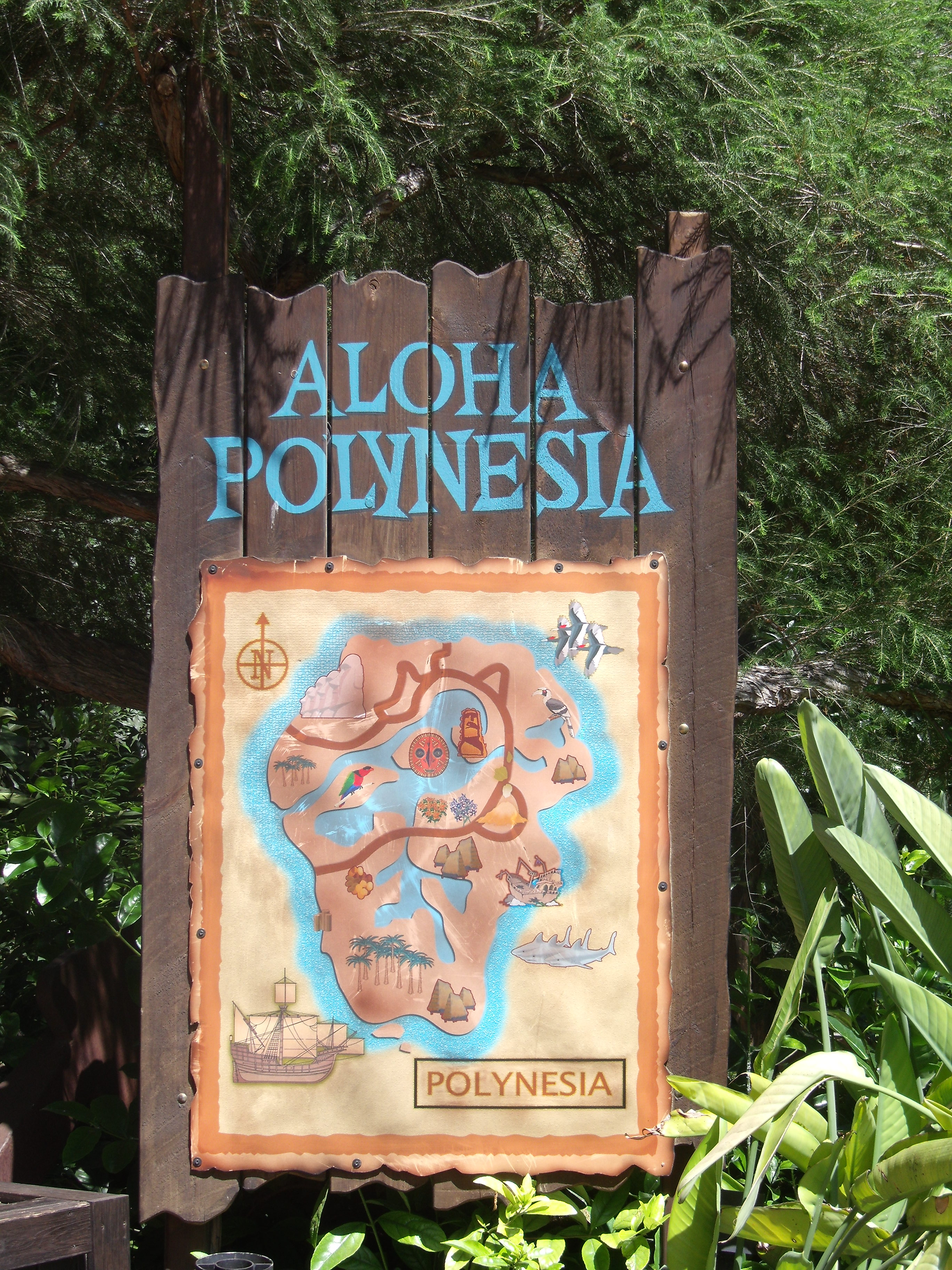
Toegang tot het Polynesische themagebied.

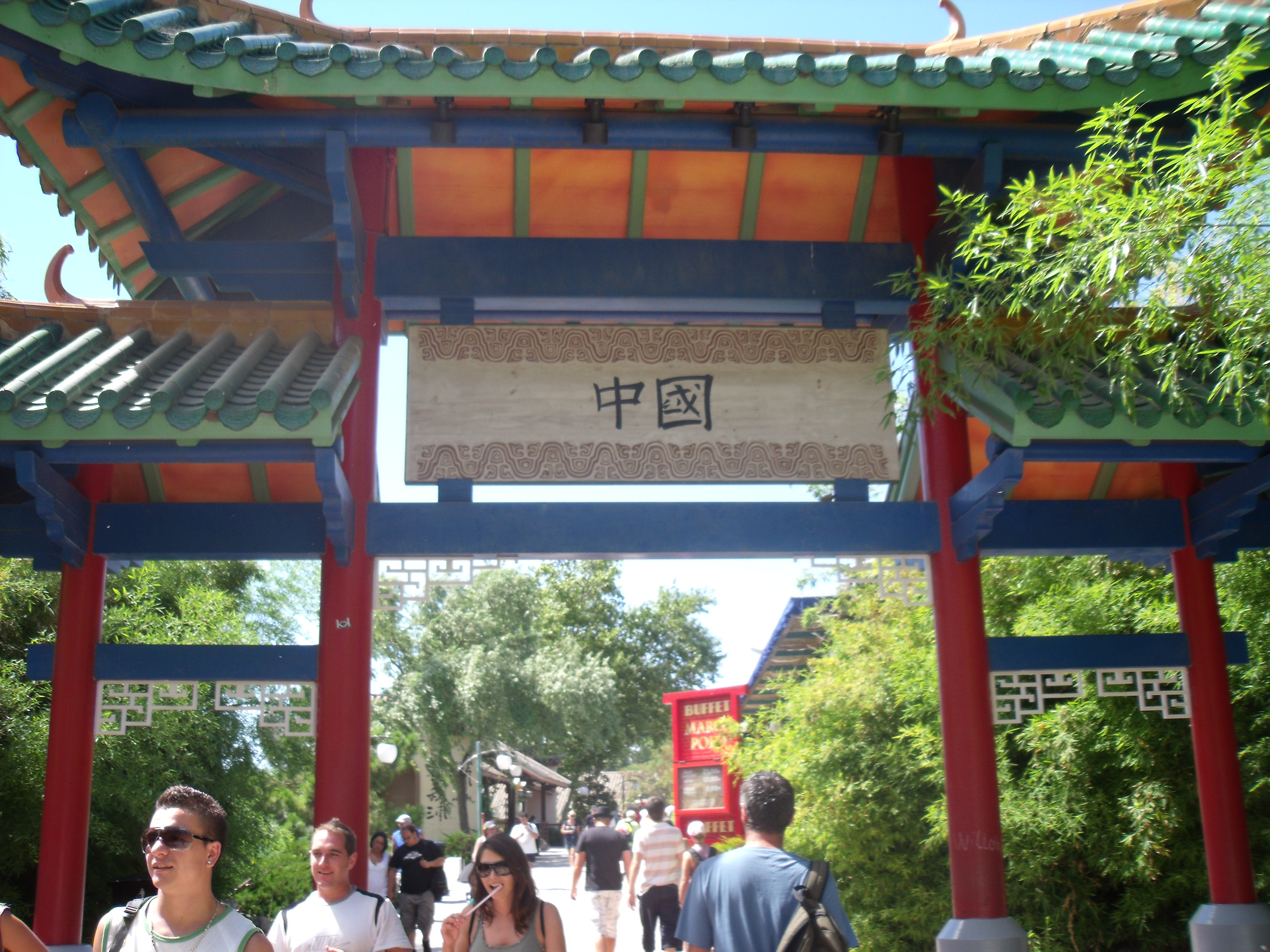
Toegang tot het Chinese themagebied.

Het pretpark heeft zes thematische zones: Mediterrània, Polynesia, SésamoAventura, China, México en Far West. Het park heeft in elke zone de typerende flora geplaatst om de bezoekers nog meer het gevoel te geven in een nieuwe cultuur te zijn beland.

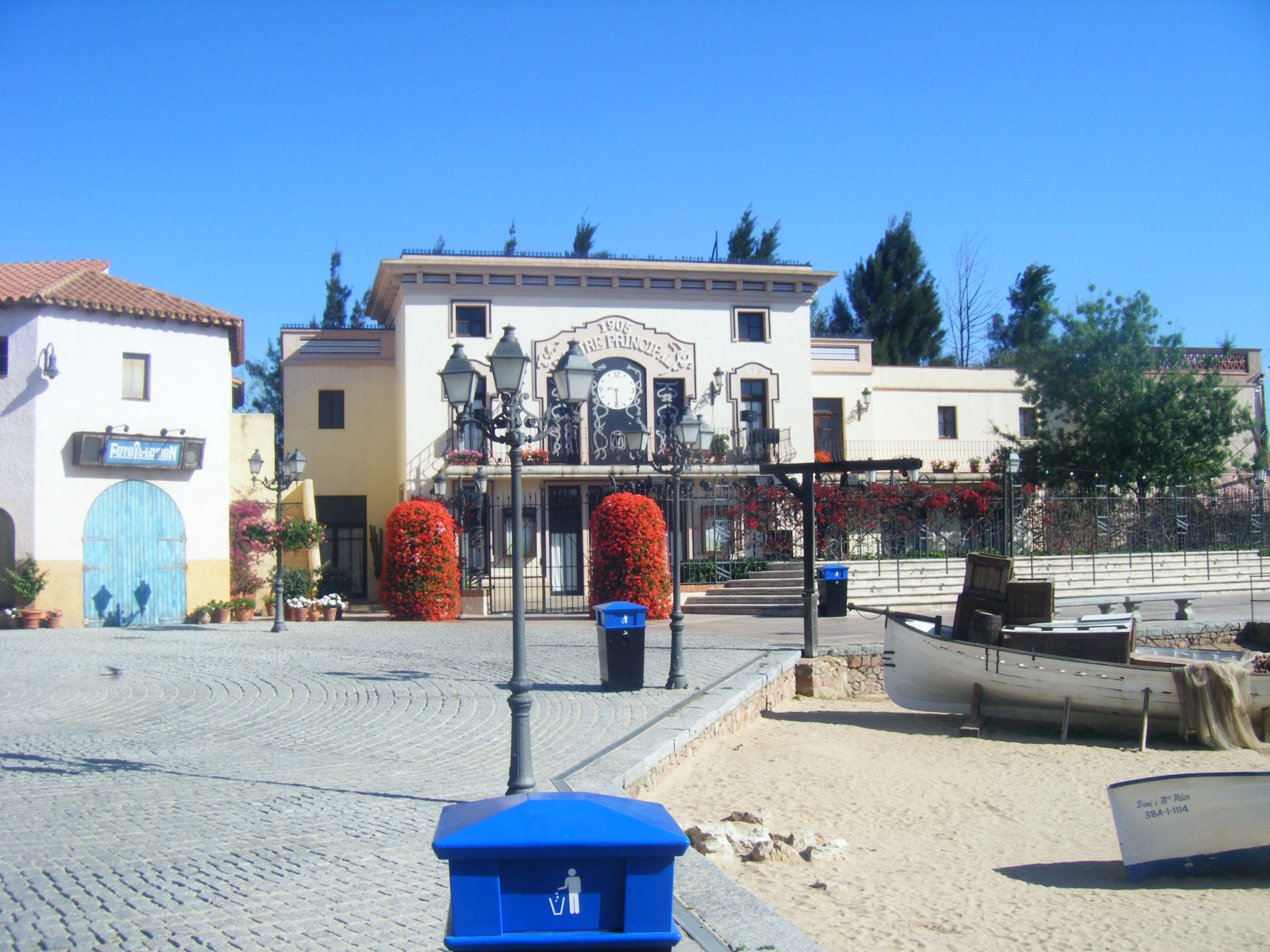
Mediterrània
Bij het binnenkomen van het park komt men terecht aan het Mediterraanse meer. Vanaf het meer kan men onder meer Furius Baco, Hurakan Condor, Dragon Khan en Shambhala zien liggen. De zone is vormgegeven als een mediterrane havenplaats. Er bevinden zich enkele restaurants, souvenirshops en typerende gevels. Verder bevinden zich aan het einde van dit themagebied de drie attracties Furius Baco, Estació del Nord en Port de la Drassana. In de zomer wordt hier 's avonds de show FiestAventura of Aquamusic opgevoerd. Na dit gebied kan men naar Polynesia of naar de Far West gaan.
Polynesia
Polynesia is het themagebied met de tropische flora en een overvloed aan palmbomen en varens. Het gebied heeft watervallen en er zijn waterplassen aanwezig. De eerste attractie die is Tutuki Splash, een waterattractie. Ook zijn hier onder meer de shows "Aloha Tahití", "Dino Escape 4-D Experience" en "Aves del Paraíso". De andere attracties zijn onder meer Kontiki en Canoes.
SésamoAventura
Dit is de jongste zone van het park. Volledig gethematiseerd naar de figuurtjes van Sesamstraat. De gezichtstrekker is de Magische boom, die centraal in de zone staat. SésamoAventura grenst aan Polynesie en China maar is enkel toegankelijk vanuit Polynesie. Het is tevens bereikbaar met de trein.
China
In het Chinese themagebied wandelt men langs typische oriëntaalse gebouwen en kan men een miniatuurversie van de Chinese Muur bewandelen. Het gebied is aangekleed met bonsaïboompjes en twee Chinese toegangspoorten. De topattractie hier is Dragon Khan, maar het gebied heeft ook nog een theekopjesattractie, een speelzone en nog enkele andere attracties. In China is ook het Gran Teatro Imperial, waar meestal een Chinese acrobatenshow wordt opgevoerd.
México
México heeft een typisch restaurant en een souvenirshop. De topattractie hier is Hurakan Condor, de 96 m hoge vrijevaltoren. Voor de bouw van deze toren heeft het park een attractie moeten verwijderen. Hier vindt men ook de show-attractie Templo del Fuego, die echter door te hoge kosten enkel tijdens de zomermaanden en tot een bepaald tijdstip geopend is.
Far West
Hier zijn de cactussen, de rovers en de saloons te vinden. Het gebied heeft een volledig nagebouwd Far West-dorp en heeft ook drie houten achtbanen: de race tussen de Stampida-treinen en Tomahawk. Verder twee waterattracties: Silver River Flume en Grand Canyon Rapids. In een van de gebouwen wordt een cancanshow opgevoerd.